# Villa vanduzeei
Villa vanduzeei är en tvåvingeart som beskrevs av Cole 1923. Villa vanduzeei ingår i släktet Villa och familjen svävflugor. Inga underarter finns listade i Catalogue of Life.